# Diego van Zutphen
Diego van Zutphen (Deurne, 28 maart 2005) is een Nederlandse voetballer die doorgaans speelt als rechtsback, maar ook inzetbaar is als centrale verdediger.

## Clubcarrière
Van Zutphen werd in 2013 bij SV Deurne gescout door Helmond Sport en stapte drie jaar later over naar de jeugdopleiding van VVV-Venlo. Halverwege het seizoen 2022/23 maakte de 17-jarige jeugdspeler zijn officieuze debuut in het eerste elftal tijdens een vriendschappelijke wedstrijd tegen MVV Maastricht (3-2). Bij aanvang van de voorbereiding op het seizoen 2023/24 werd hij met negen andere jeugdspelers overgeheveld naar de selectie van het eerste elftal. Vanwege blessures van Robin Lathouwers en Dylan Timber mocht Van Zutphen op 2 februari 2024 meteen in de basiself zijn debuut maken in een thuiswedstrijd tegen Jong PSV. De 18-jarige verdediger bekroonde zijn debuut met een 3-2 overwinning. Op 2 mei 2024 tekende Van Zutphen zijn eerste profcontract dat hem tot 1 juli 2026 aan VVV verbond, met een optie voor een extra seizoen.

### Statistieken
| 2022/23                          | VVV-Venlo       | Eerste divisie  | 0  | 0 | 0 | 0 | 0 | 0 | 0  | 0 |
| 2023/24                          | VVV-Venlo       | Eerste divisie  | 12 | 0 | 0 | 0 | – | – | 12 | 0 |
| 2024/25                          | VVV-Venlo       | Eerste divisie  | 18 | 0 | 1 | 0 | – | – | 19 | 0 |
| 2025/26                          | VVV-Venlo       | Eerste divisie  | 0  | 0 | 0 | 0 | – | – | 0  | 0 |
| Carrière totaal                  | Carrière totaal | Carrière totaal | 30 | 0 | 1 | 0 | 0 | 0 | 31 | 0 |
| Bijgewerkt tot en met 9 mei 2025 |                 |                 |    |   |   |   |   |   |    |   |

## Trivia
Diego Armando van Zutphen is vernoemd naar de Argentijnse voetballegende Diego Armando Maradona die hij in 2017 ook persoonlijk heeft ontmoet.